# Go Girl
『Go Girl』（ゴー ガール）は、矢野顕子のアルバム。1999年8月4日発売。発売元はエピックレコードジャパン。

## 概要
Jeff Bovaとの共同プロデュースによる作品であり、エレクトロニック主体の音作りにもボヴァが積極的に関わっている。初版は紙ジャケット仕様で発売された。

## 収録曲
1. WHY THIS（作詞・作曲：矢野顕子）
2. GIRLFRIENDS FOREVER（作詞・作曲：矢野顕子）
  - アルバム『TWILIGHT 〜the“LIVE”best of Akiko Yano〜』に、ライブ演奏が収録された。
3. AI-TAI（作詞・作曲：矢野顕子）
4. SHE DRIVES（作詞：Sophie Black 作曲：Jeff Bova、矢野顕子）
5. GO GIRL（作詞・作曲：矢野顕子）
  - DVD『ライブ・ピヤノアキコ。』に、ライブ演奏が収録された。
6. ゆうぐれ [DUSK]（作詞：一倉宏 作曲：矢野顕子）
  - チロルチョコのコマーシャルソング。
7. ひとりぼっちはやめた[QUIT BEING ALONE]（作詞・作曲：矢野顕子）
  - 映画『ホーホケキョ となりの山田くん』の主題歌。
  - アルバム『TWILIGHT 〜the“LIVE”best of Akiko Yano〜』、DVD『ライブ ピヤノアキコ。』に、ライブ演奏が収録された。
8. KAGAYAITERU [LET IT SHINE]（作詞：矢野顕子 作曲：Jeff Bova、矢野顕子）
9. ISETAN-TAN（作詞・作曲：矢野顕子）
  - 百貨店の伊勢丹をテーマとした曲。自発的に制作したもので、依頼されて作ったコマーシャルソングではない。
  - ただし後に伊勢丹のオフィシャルソング『ISETAN-TAN-TAN』を制作しており、公式プロモーションビデオに使われている。
10. ICE CREAM,ICE CREAM（作詞・作曲：矢野顕子）
11. MOON OVER SAN DIEGO（作詞・作曲：矢野顕子）
12. 永遠のともだち [GIMME A HOLLER]（作詞：矢野顕子　作曲：Bill Frisell）